# To diko sou asteri
"To diko sou asteri" (alfabeto grego: Το δικό σου αστέρι, tradução portuguesa: "A tua própria estrela")  foi a canção selecionada para representar a Grécia no Festival Eurovisão da Canção 1989, interpretada em grego por Mariana. Foi a 19.ª canção a ser interpretada na noite do evento, a seguir à canção suíça "Viver senza tei", interpretada pela banda Furbaz e antes da canção islandesa "Það sem enginn sér", interpretada por Daniel Ágúst. No final, a canção grega terminou me nono lugar, tendo recebido um total de 56 pontos.

## Autores
- Letrista: Villy Sanianu
- Compositores: Yannis Kyris e  Mariana Efstratiou
- Orquestrador: Giorgos Niachros

## Letra
A canção é uma balada, com Mariana exortando os seus ouvintes para encontrar "A sua própria estrela" nas suas vidas.